# Campeonato Mundial de Rugby M19 División B de 1998
El Campeonato Mundial de Rugby M19 División B de 1998 se disputó en Francia y fue la decimonovena edición del torneo en categoría M19.

## Posiciones

### Cuartos de final
- Los perdedores avanzan a la semifinal del 5° al 8° puesto

| 7 de abril | Georgia | 7 - 3 | Alemania |  |  |

| 7 de abril | República Checa | 28 - 3 | Países Bajos |  |  |

| 7 de abril | Portugal | 17 - 6 | Paraguay |  |  |

| 7 de abril | Bélgica | 15 - 5 | Marruecos |  |  |

### Semifinal 5° al 8° puesto
| 10 de abril | Alemania | 29 - 7 | Países Bajos |  |  |

| 10 de abril | Paraguay | 15 - 10 | Marruecos |  |  |

### Semifinales Campeonato
| 10 de abril | Georgia | 21 - 6 | República Checa |  |  |

| 10 de abril | Portugal | 28 - 9 | Bélgica |  |  |

### Séptimo puesto
| 12 de abril | Marruecos | 45 - 5 | Países Bajos |  |  |

### Quinto puesto
| 12 de abril | Alemania | 20 - 3 | Paraguay |  |  |

### Tercer puesto
| 12 de abril | República Checa | 27 - 21 | Bélgica |  |  |

### Final
| 12 de abril | Georgia | 25 - 7 | Portugal |  |  |

| Bandera de Georgia |
| Campeón Georgia    |
| Primer título      |